# Lydia Pavón
Lydia Pavón Mayorga (* 23. November 1998 in Puerto Lápice) ist eine spanische Schauspielerin und Tänzerin.

## Leben und Karriere
Pavón wurde am 23. November 1998 in Puerto Lápice geboren. 2016 zog sie nach Madrid. Sie absolvierte eine Schauspielausbildung an der Central de Cine. In Madrid und Marbella arbeitete sie als Tänzerin in verschiedenen Clubs. Sie trat bei Events auf, darunter das 30-jährige Jubiläum der Vogue España, sowie das 150-jährige Jubiläum von Shiseido.
Ihr Debüt gab sie 2019 in dem Kurzfilm Cintura Dura. Ihren Durchbruch hatte sie 2021 mit der Rolle der Gabriela Salmerón in der Serie Acacias 38. Außerdem spielte sie 2022 in dem Film Por los pelos mit. 2023 übernahm sie die Rolle der Zoe Cruz in der dritten Staffel von El internado: Las Cumbres.'

## Filmografie
Filme
- 2022: Por los pelos

Serien
- 2021: Acacias 38
- 2021: Los protegidos: El regreso
- 2022: La edad de la ira
- 2022: Desaparecidos
- 2023: El internado: Las Cumbres
- 2023: Un cuento perfecto